# Michel Cornelisse
Michel Cornelisse (* 24. Dezember 1965 in Amsterdam) ist ein ehemaliger niederländischer Radrennfahrer und späterer Sportlicher Leiter.

## Karriere
Cornelisse wurde 1987 Profi bei Superconfex-Kwantum-Yoko. Sein erster  Erfolg bei den Berufsfahrern gelang ihm 1987 beim Ster van Zwolle. Sein größter Karriereerfolg war der Gesamtsieg bei der Luxemburg-Rundfahrt. Zu seinen weiteren Erfolgen zählen die Siege bei den Eintagesrennen Grote Prijs Stad Sint-Niklaas (1991), Nokere Koerse (1993) und De Kustpijl (1992 und 1993).
Nach Ablauf der Saison 2000 beendete Cornelisse seiner Karriere als Aktiver und ist seit 2005 als Sportlicher Leiter bei internationalen Radsportteams tätig.

## Familie
Michel Cornelisse stammt aus einer Familie von Radfahrern. Sein Vater Henk Cornelisse und sein Onkel Rink waren auch Profiradsportler.

## Erfolge
1987
- Ster van Zwolle

1988
- Omloop der Vlaamse Ardennen

1989
- Gesamtwertung Luxemburg-Rundfahrt

1992
- eine Etappe Schweden-Rundfahrt
- eine Etappe Tour Méditerranéen
- De Kustpijl
- Grand Prix de Hannut

1993
- Nokere Koerse
- Ster van Zwolle
- De Kustpijl

1996
- eine Etappe Österreich-Rundfahrt

1997
- zwei Etappen Teleflex Tour